# Prosopocera vivyana
Prosopocera vivyana är en skalbaggsart som beskrevs av Pierre Lepesme 1947. Prosopocera vivyana ingår i släktet Prosopocera och familjen långhorningar.
Artens utbredningsområde är Angola. Inga underarter finns listade i Catalogue of Life.